# Sidodadi (Belitang)
Sidodadi is een bestuurslaag in het regentschap Ogan Komering Ulu van de provincie Zuid-Sumatra, Indonesië. Sidodadi telt 1978 inwoners (volkstelling 2010).